# Мандауе
Мандауе (себ.: Dakbayan sa Mandaue; філ.: Lungsod ng Mandaue) — місто в регіоні Центральні Вісаї на Філіппінах. Місто входить до складу агломерації Себу. Місто розташоване в східній частині острова Себу; на південному сході межує з островом Мактан. Мандауе з'єднується з островом Мактан двома мостами. За даними перепису 2015 року населення міста складало 362 654 особи.
Адміністративно відноситься до провінції Себу та поділяється на 27 баранґаїв.
Близько 40 % експортних компаній Себу розташовані в Мандауе. Місто вважається промисловим вузлом регіону. Також на місто припадає 75 % від загального обсягу експорту країни в меблевій галузі, що робить Мандауе меблевою столицею Філіппін.

## Міста-побратими
- Бакеу, Румунія
- Лонгв'ю, штат Вашингтон, США
- Мосул, Ірак